# Piatrouszczyna
Piatrouszczyna (biał. Пятроўшчына; ros. Петровщина, Pietrowszczina) – stacja mińskiego metra położona na linii Moskiewskiej.
Otwarta została w dniu 7 listopada 2012 roku.